# 식인 영화
식인 영화(食人映畵, 이탈리아어: cannibal-movie)는 엑스플로이테이션 영화의 하위 장르로 1970년대에서 1980년대에 걸쳐 이탈리아 영화제작자들이 많이 만들었다. 아시아나 남미의 우림 깊숙한 곳의 석기시대수준 원시 부족민들에 의한 식인을 보여주며 시각적 폭력을 행하는 장르이다. 이 과정에서 고문, 강간, 동물학대 등의 묘사도 으레 병행된다.
식인 영화는 1970년대에 세계 곳곳에 존재하는 충격적 금기들을 촬영했다고 주장하는 다큐멘터리 몬도 영화로부터 갈라져 나왔다. 식인 영화의 시초는 1972년 움베르토 렌치가 감독한 《깊은 강 야만인》으로 생각되며, 1988년 안토니오 클리파티의 《자연에 반하여》가 그 유행의 끝으로 거론된다. 식인 영화 중 가장 잘 알려진 작품은 루게로 데오다토의 《카니발 홀로코스트》이다. 이 작품은 개봉을 전후해 상당한 논란에 휩싸였으며, 주류 문화계의 이목을 끈 거의 유일한 식인 영화이기도 하다.

## 같이 보기
- 익스트림 시네마
- 파운드 푸티지